# NGC 1564
NGC 1564 (również PGC 15004) – galaktyka soczewkowata (S0), znajdująca się w gwiazdozbiorze Erydanu. Odkrył ją 12 listopada 1885 roku Francis Leavenworth.